# Schloss Rammenau

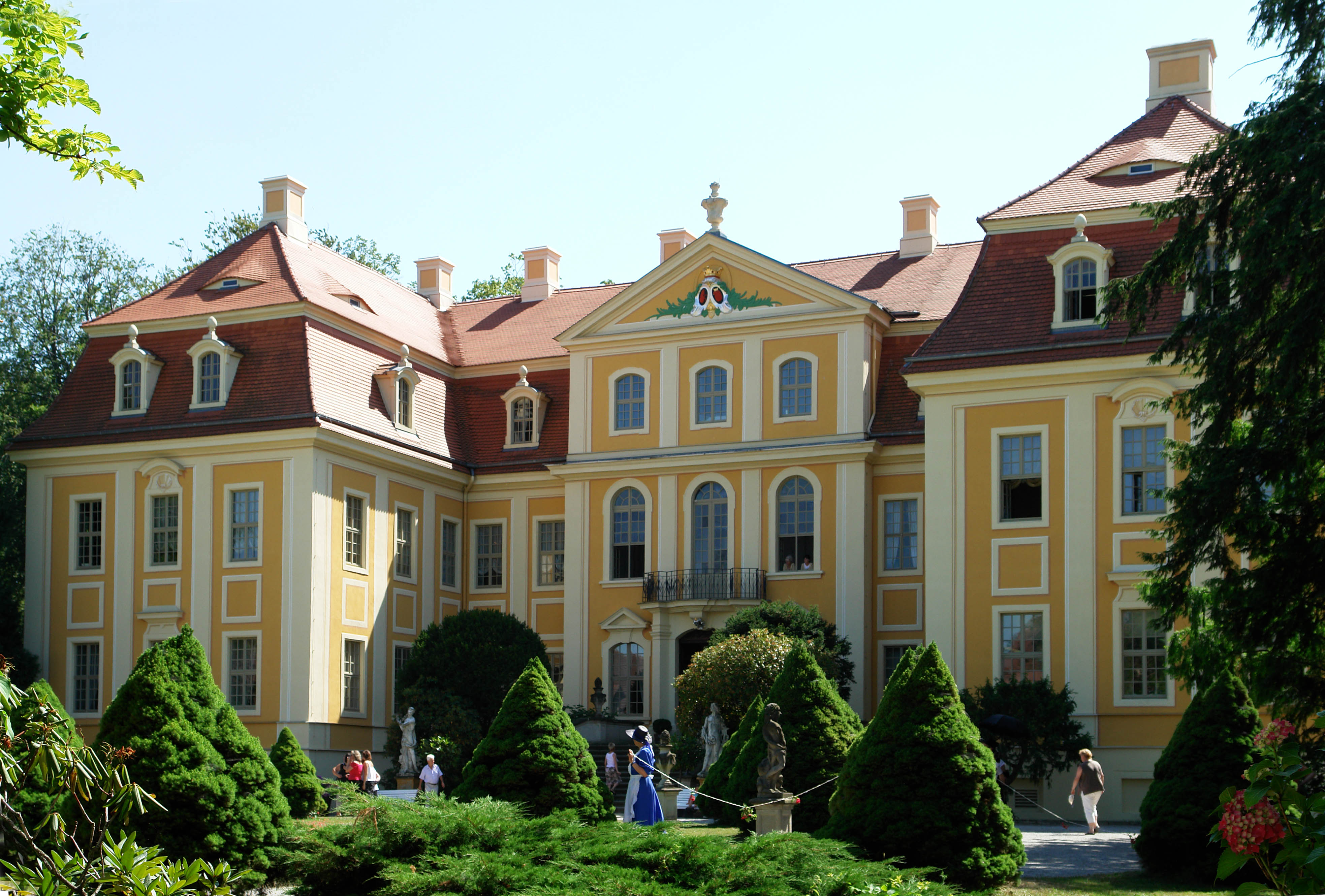
Schloss Rammenau

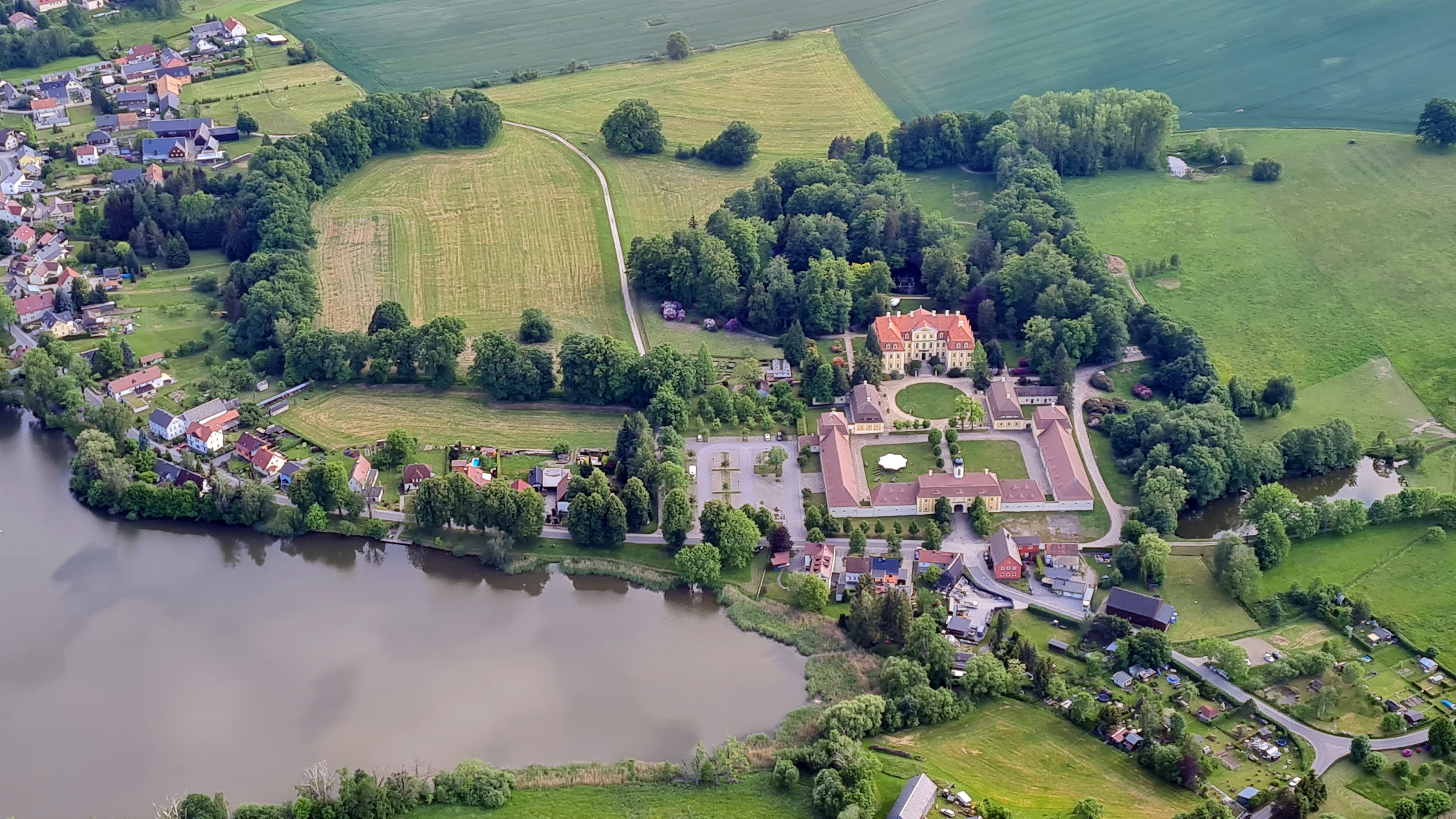
Luftbild mit Oberteich

Das Schloss Rammenau in Rammenau bei Bischofswerda im Landkreis Bautzen ist eines der am besten erhaltenen barocken Landschlösser Sachsens. Zu der im 18. Jahrhundert entstandenen Anlage gehören Ehrenhof, Kavaliershäuser, Rittergut und Park. Rammenau war stets ein Rittergut des niederen Adels. Ernst Ferdinand von Knoch ließ ab 1720 die fast wie eine fürstliche Residenz anmutende Anlage errichten. Die Innenräume zeugen von der adligen Wohnkultur des 18. und 19. Jahrhunderts.

## Lage
Die Anlage des Barockschlosses Rammenau befindet sich am Nordrand der Gemeinde Rammenau. Diese liegt etwa 30 Kilometer ostnordöstlich von Dresden und zirka 20 Kilometer westlich von Bautzen im Westlausitzer Hügel- und Bergland und gehört zum Landschaftsschutzgebiet Westlausitz. Bis 450 Meter hohe bewaldete Hügel umrahmen den Ort, in dem im Mittelalter mehrere Teiche angelegt wurden. Das Schloss liegt in der Nähe des Oberteiches.

## Geschichte

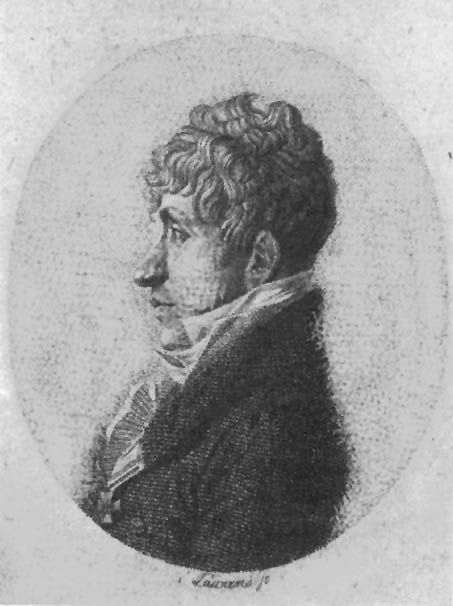
Johann Centurius von Hoffmannsegg

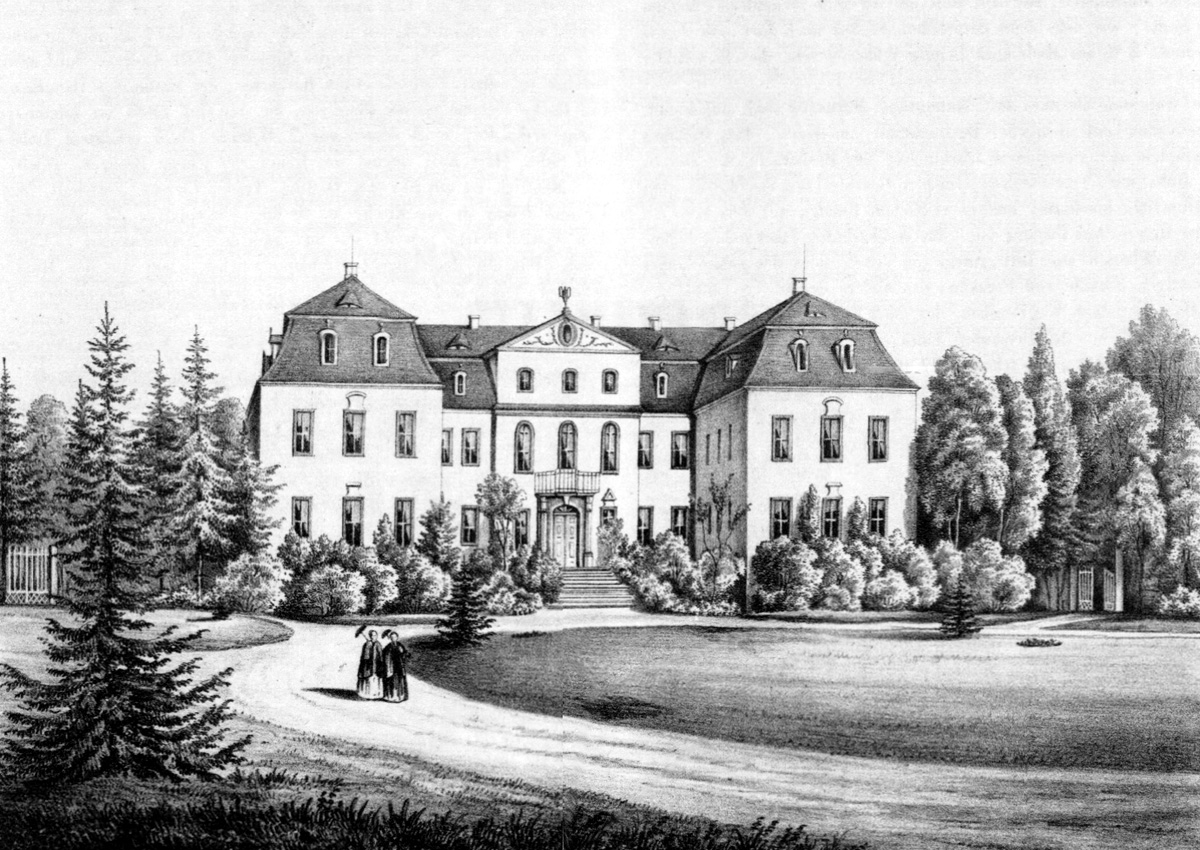
Das Schloss Rammenau um 1850

Das Rittergut Rammenau wurde erstmals 1597 urkundlich erwähnt. Seine anfänglichen Besitzer waren von Ponickau, von Staupitz, von Kottwitz und von Seydewitz. Von letzterer, in Konkurs geratener Familie kaufte 1717 Ernst Ferdinand von Knoch, Kammerherr bei August dem Starken, das Anwesen. Er ließ von 1721 bis 1731 von Johann Christoph Knöffel ein zweigeschossiges barockes Schloss mit Nebengebäuden völlig neu errichten und dahinter einen Barockgarten anlegen. Obwohl Knoch sieben Rittergüter besaß, überstiegen die Baukosten für die prachtvolle Anlage seine finanziellen Möglichkeiten. Noch bevor der Innenausbau fertig war, musste er Konkurs anmelden. Der Dachstuhl blieb jahrelang ungedeckt.
1744 ersteigerte Franz Josef von Hoffmann das Schloss. Sein Erbe trat 1749 sein Neffe, der kursächsische Geheimrat Johann Albericius von Hoffmann, an. Sie vollendeten das Schloss. 1758, während des Siebenjährigen Krieges, diente das Schloss dem preußischen König Friedrich dem Großen kurzzeitig als Hauptquartier. Im Jahre 1778 wurde von Hoffmann als „von Hoffmannsegg“ in den Reichsgrafenstand erhoben. Sein Sohn, der Botaniker und Entomologe Johann Centurius von Hoffmannsegg, verkaufte 1794 das Gut Rammenau an seinen Schwager, den preußischen Rittmeister Friedrich von Kleist. Dieser ließ das Innere des Schlosses im klassizistischen Stil verändern und den Garten in einen englischen Landschaftspark verwandeln. 1820 kaufte Johann Centurius von Hoffmannsegg das Schloss als seinen Alterssitz zurück.
1879 erwarb der Königliche Kammerherr und Klostervogt in Marienstern Hans Curt Christoph Ernst von Posern das Gut von der Familie von Hoffmannsegg. Seine Vorliebe für grüne Einrichtungsgegenstände wurde bekannt durch die Ballade Der grüne Posern von Börries von Münchhausen (1920). Seine Witwe, eine geborene Freiin von Humboldt (1853–1914), heiratete den General der Kavallerie Eugen von Kirchbach. Nach ihrem Tod übernahm ihre Tochter Margarete Gisela Gabriele Alexandra von Helldorff, geborene von Posern, das Schloss. Während des Ersten Weltkrieges wurde das Schloss auch als Lazarett genutzt.
1945 wurde das Schloss durch die Rote Armee besetzt und die Familie von Helldorff durch die Bodenreform in der Sowjetischen Besatzungszone enteignet. Ab 1951 nutzte die Hochschule für Bildende Künste Dresden Räume im Schloss als Sommeratelier und zu schulischen Zwecken. 1961 begann die museale Nutzung mit dem Fichte-Museum, das 1967 um eine Abteilung zur Geschichte des Schlosses erweitert wurde. 1968 wurde das Schlossrestaurant eröffnet. 1972 wurde auf dem Schlossgelände der DEFA-Film Aus dem Leben eines Taugenichts mit Dean Reed gedreht.
Obwohl erste Restaurierungsarbeiten bereits 1948 begannen und in dem in der DDR möglichen bescheidenen Rahmen weitergeführt wurden, konnte eine umfassende Instandsetzung erst in den 1990er-Jahren erfolgen, nachdem die Rammenauer Anlage komplett mit Schloss, Park und Wirtschaftshof in den Besitz des Freistaates Sachsen kam und Staatlicher Schlossbetrieb wurde.

## Die Anlage
Die Schlossanlage erreicht man durch das zweigeschossige Torhaus mit barockem Turmaufbau. Das Torhaus ist Teil des Wirtschafts- oder Meierhofes, dessen einstöckige Gebäude (ehemals Ställe und Lager) sich an das Torhaus anschließen. Der Wirtschaftshof wird von zwei Kavaliershäusern abgeschlossen, die zum Ehrenhof, dem Vorplatz des Hauptgebäudes, überleiten.
Das Schloss ist eine zweistöckige Dreiflügelanlage mit hohem Mansarddach. Die Fassaden sind zum Hof und dem Garten durch Mittelrisalite und flache Lisenen gegliedert. Giebel als auch Dächer tragen barocke Schmuckelemente. Sowohl vom Hof als auch vom Garten führen Freitreppen über Terrassen ins Haus. Aus einer Empfangshalle mit Kreuzgewölbe führt eine dreiläufige Treppe mit barocken Formen ins Obergeschoss. Empfangshalle und Treppenhaus zeigen eine illusionistische Architekturmalerei.
Im Erdgeschoss befinden sich die Schlossgaststätte und einige Museumsräume und im Obergeschoss die weitestgehend im Originalzustand wieder hergestellten Schauräume des Schlosses. Durch mit den Nutzungswechseln einhergehende Umgestaltungen und Überformungen zu verschiedenen Zeiten finden sich nur in einigen Räumen noch barocke Stuckdecken. Jedoch sind die barocke Raumfolge wie auch die ursprünglichen Dielenböden noch weitgehend erhalten. Als herausragende Raumgestaltung aus der Zeit des Dresdner Barock um 1730 zeigt sich das Chinesische Zimmer mit seinen Wandmalereien und reichen Stukkaturen im Stil von Schloss Pillnitz; die Schlösserverwaltung hat es mit passendem Mobiliar aus dieser Zeit ausgestattet. Prägend für das Interieur des Schlosses wurden aber die fast durchgehend erhaltenen klassizistischen Wandmalereien aus der Zeit des Herrn von Kleist um 1800: das etrurische Zimmer, das pompeijanische Zimmer (sogenanntes „Teufelszimmer“), das Goldene Zimmer und das Humboldtzimmer (bis zu seiner Neuinszenierung 2010 „Jagdzimmer“ genannt). Das Zentrum des Obergeschosses bildet der über zwei Etagen reichende Spiegelsaal. Das Treppenhaus wurde spätbarock ausgemalt.
Hinter dem Schlossgebäude befindet sich ein fünf Hektar großer Park. Seit 1962 trug er den Namen Fichte-Park nach dem in Rammenau geborenen deutschen Philosophen, dessen Denkmal er auch enthält. Neuerdings wird er aber meist nur Schlosspark genannt. In dem als englischen Garten angelegten Park, in dessen Gestaltung die landwirtschaftlich genutzte Umgebung durch Sichtbeziehungen eingebunden wurde, finden sich seltene Pflanzen, ein Teich mit Wasserspielen, ein See und, den Ehrenhof einbezogen, zahlreiche Statuen und Putti.
Der Schlosspark ist vertraglicher Kooperationspartner des Gartenkulturpfades beiderseits der Neiße.
|  |  |  |

## Nutzung

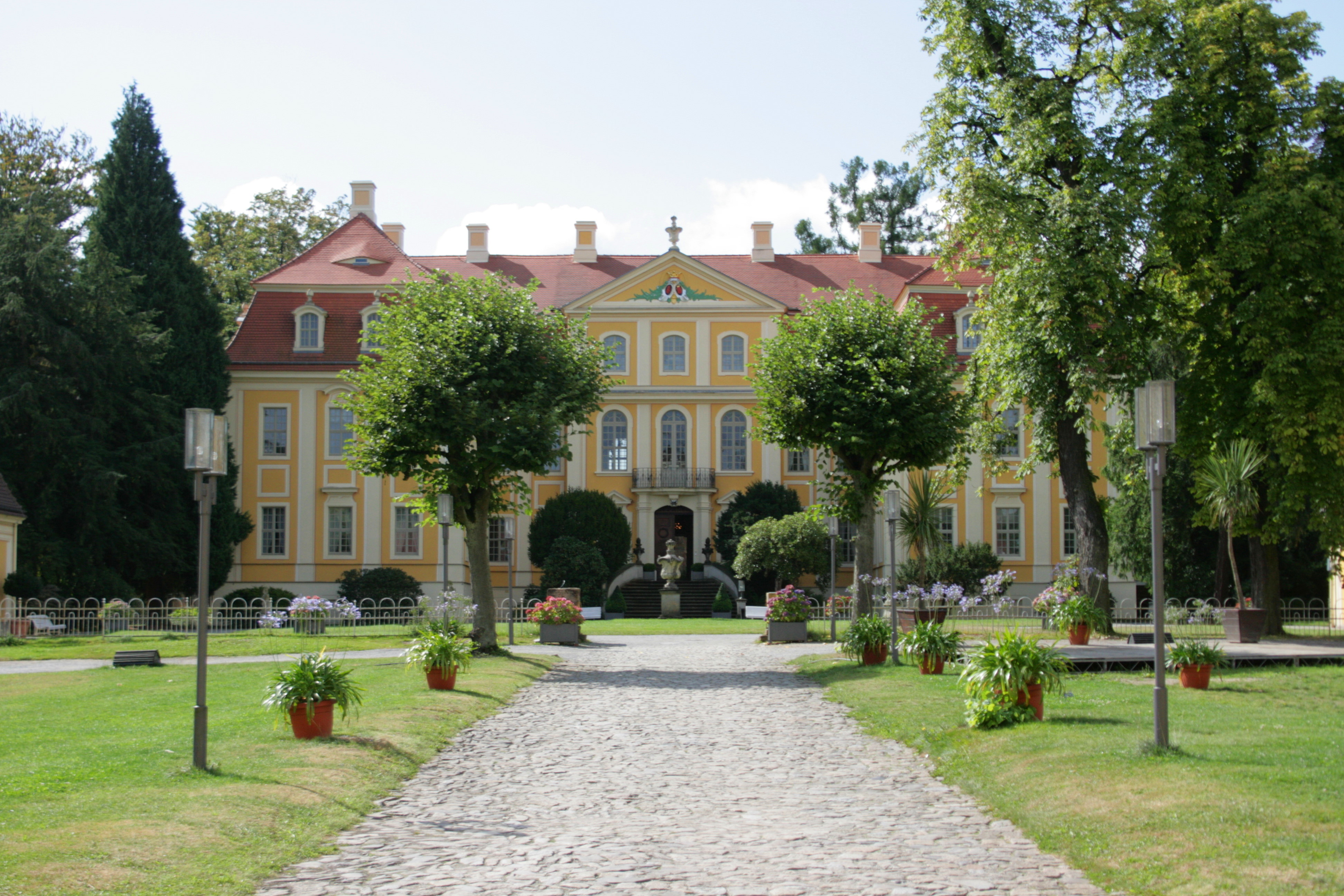
Frontansicht des Hauptgebäudes

Neben dem Besuch des Schlosses als Museum zur Demonstration adeliger Wohn- und Lebensweise in Sachsen zur Zeit des Barock und des Klassizismus bietet Schloss Rammenau zahlreiche weitere Möglichkeiten. Es werden thematische Führungen durchgeführt. Es finden regelmäßig im Spiegelsaal Konzerte und im Gartensaal Leseveranstaltungen statt.
Veranstaltungen gibt es auch außerhalb des Haupthauses, wie Sonderausstellungen im Kavaliershaus-Ost oder Sommerkonzerte im Park. In den Räumen des Wirtschaftshofes sowie auch des Hauptgebäudes finden Tagungen, Geschäfts- und private Feiern statt. Die Internationalen Oberlausitzer Leinentage Ende August sind seit den 1990er Jahren ein Treffen von Designern und Kunsthandwerkern aus zahlreichen europäischen Ländern zum Thema „Rund ums Leinen“. Die Rammenauer Schlossrundfahrt der Pferdegespanne führt Anfang Juni durch das Oberlausitzer Hügelland und findet seit der 20. Schlossrundfahrt 2017 noch alle zwei Jahre statt.
Die Gastronomie der Schlossgaststätte bietet normale wie auch spezielle historisch orientierte kulinarische Veranstaltungen an. Das Standesamt Bischofswerda führt zu bestimmten Terminen Eheschließungen im Schloss durch, auch im Rahmen der Fernsehsendung Hochzeit auf den ersten Blick.

Ansichten
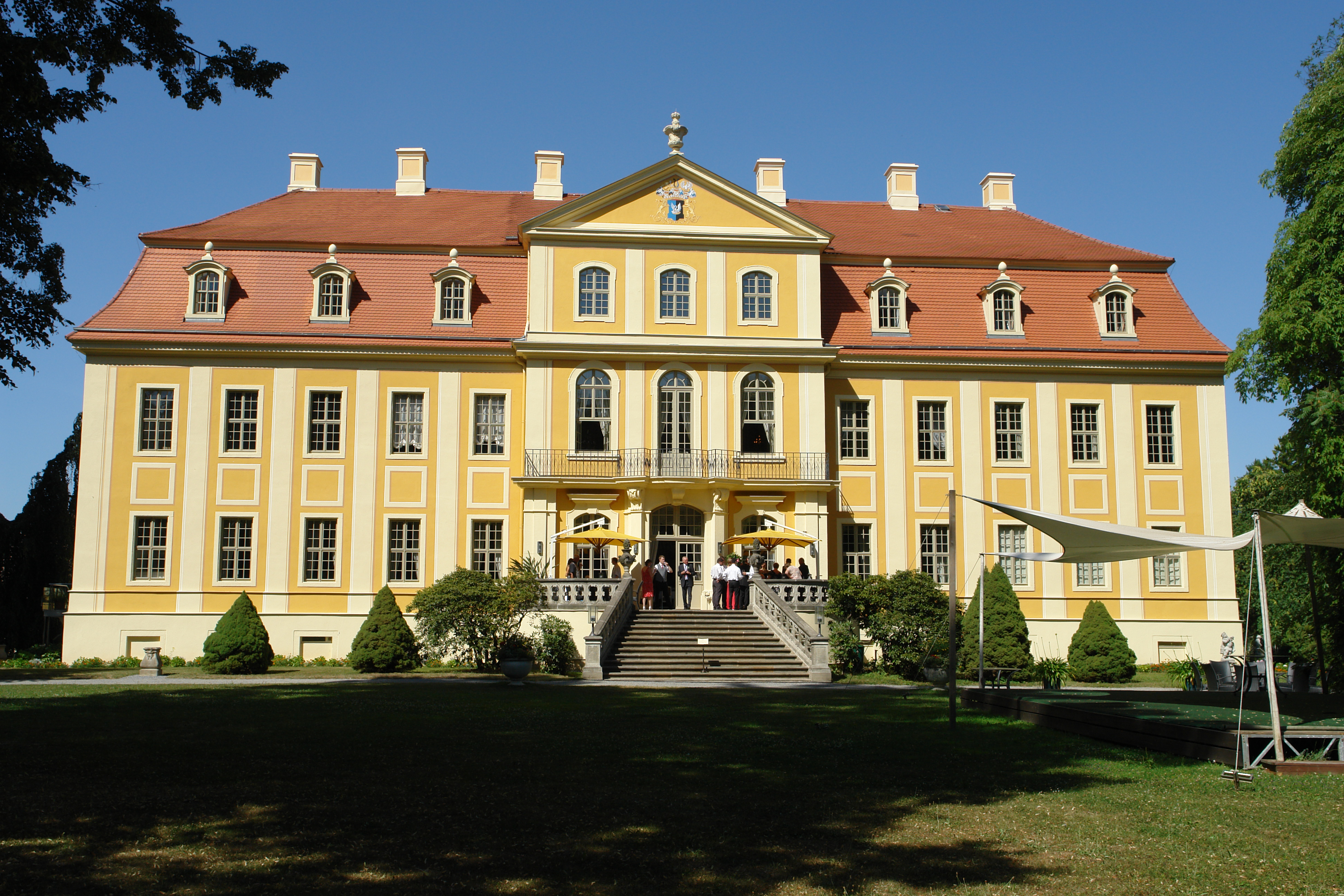
Rückseite des Hauptgebäudes
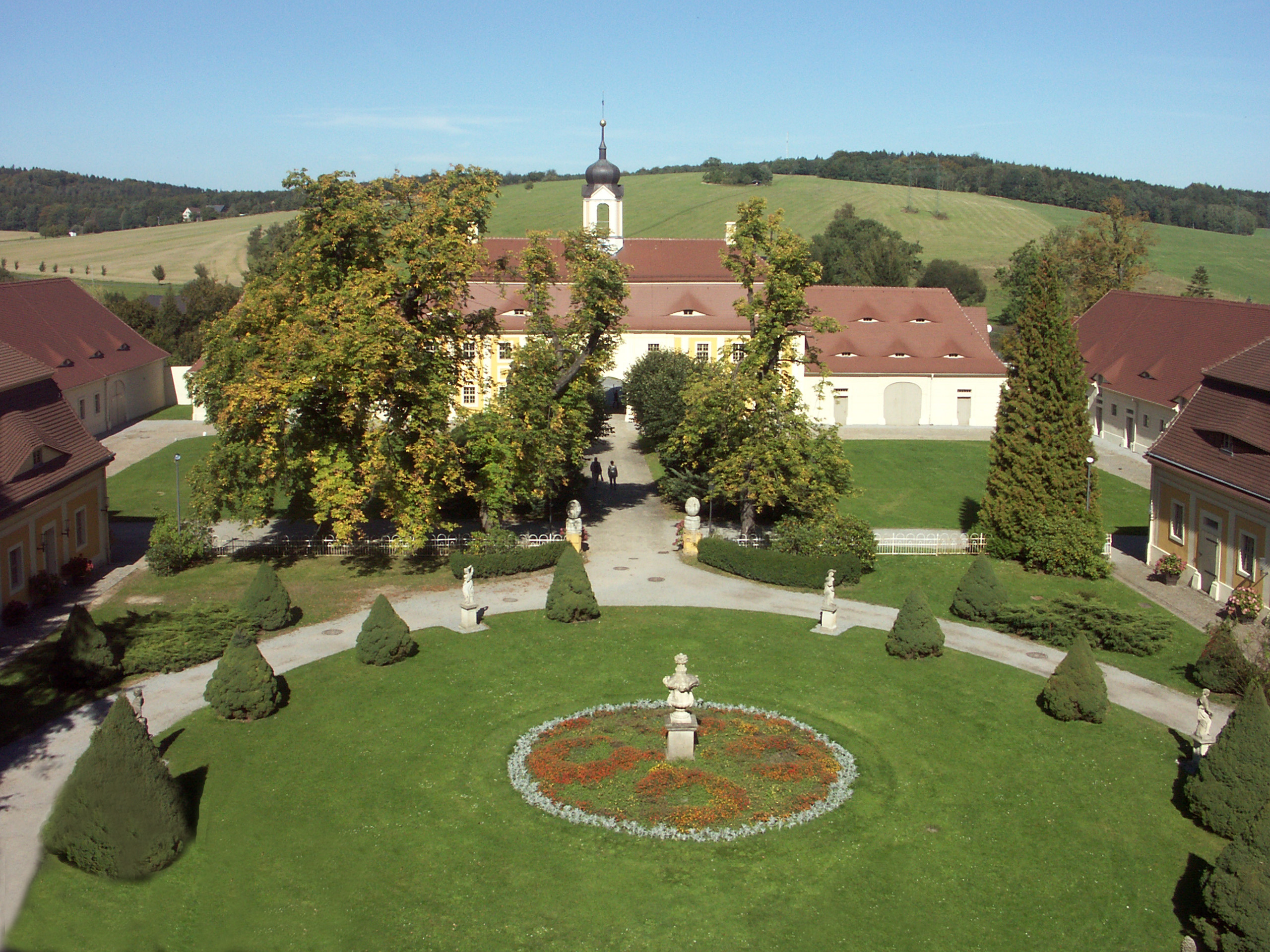
Blick auf den Hof
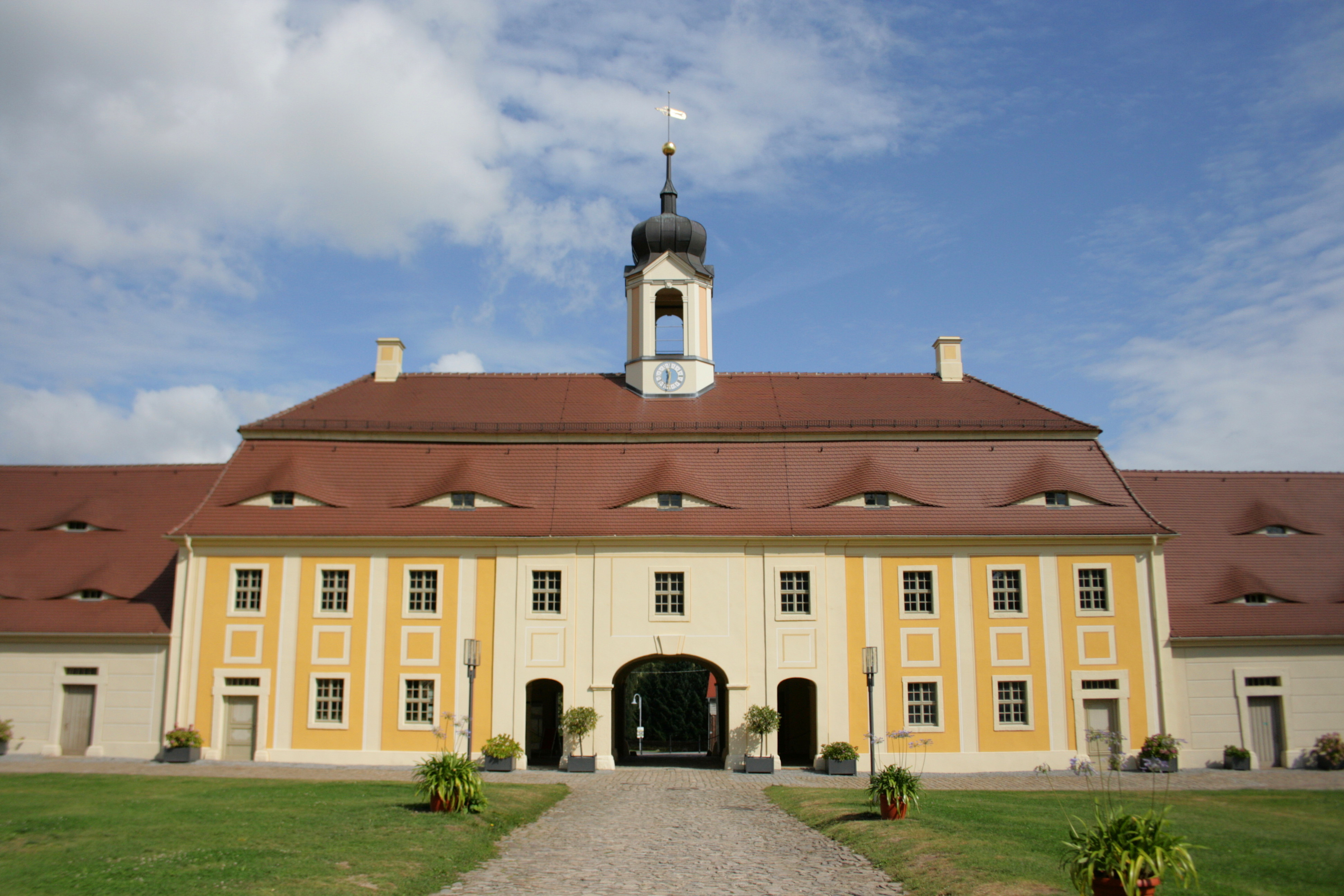
Das Torhaus
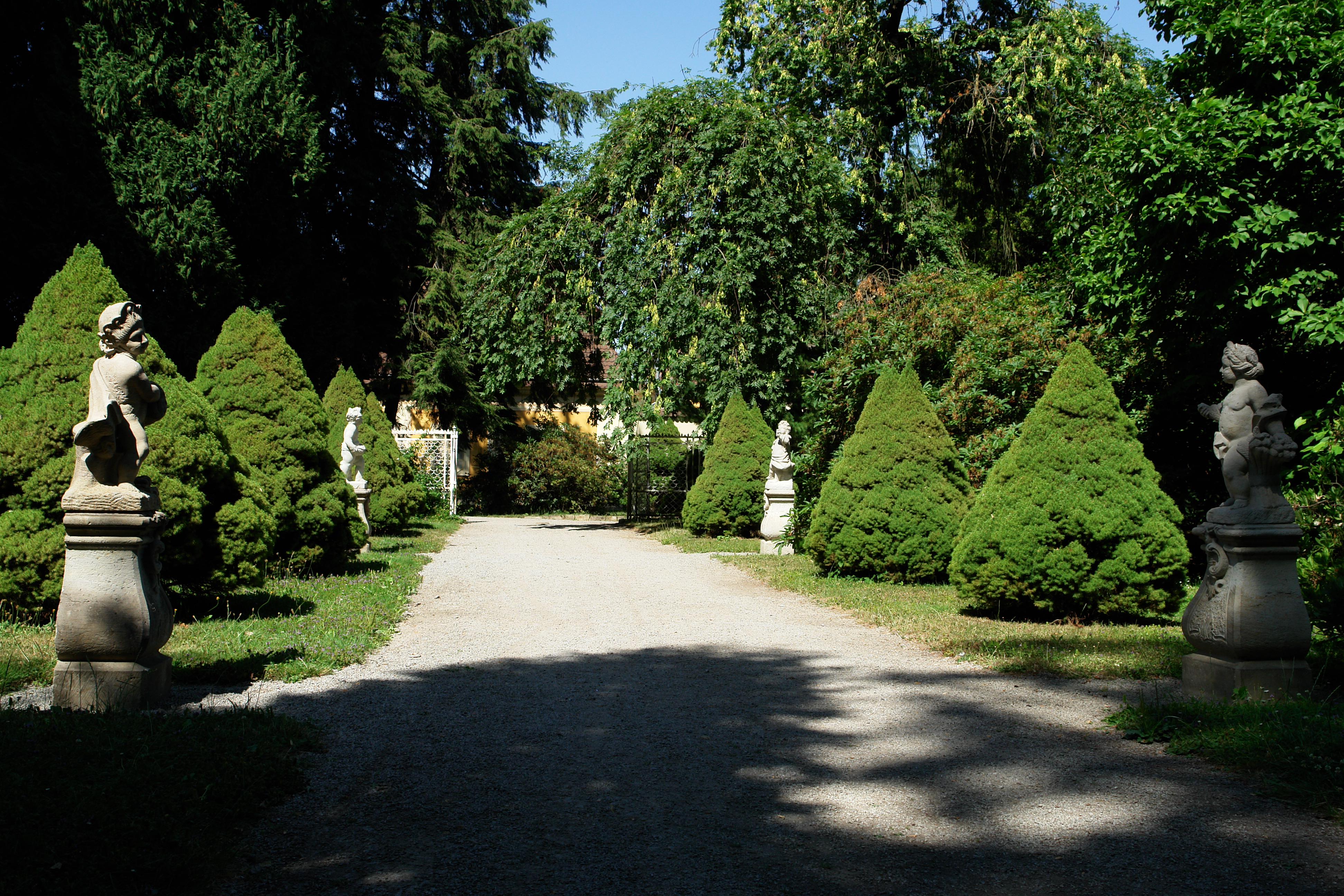
Im Park des Schlosses
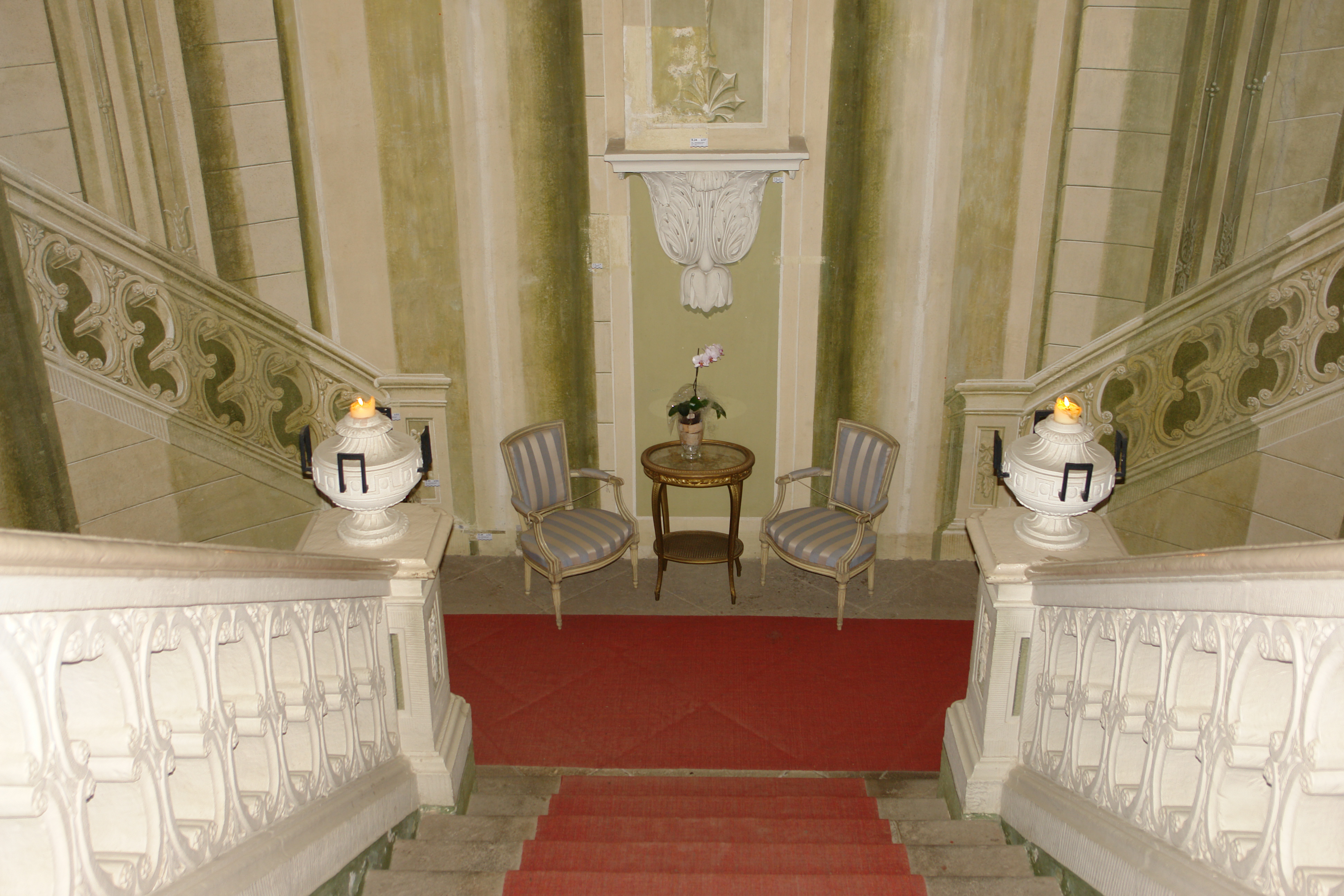
Treppenhaus mit Wandmalereien
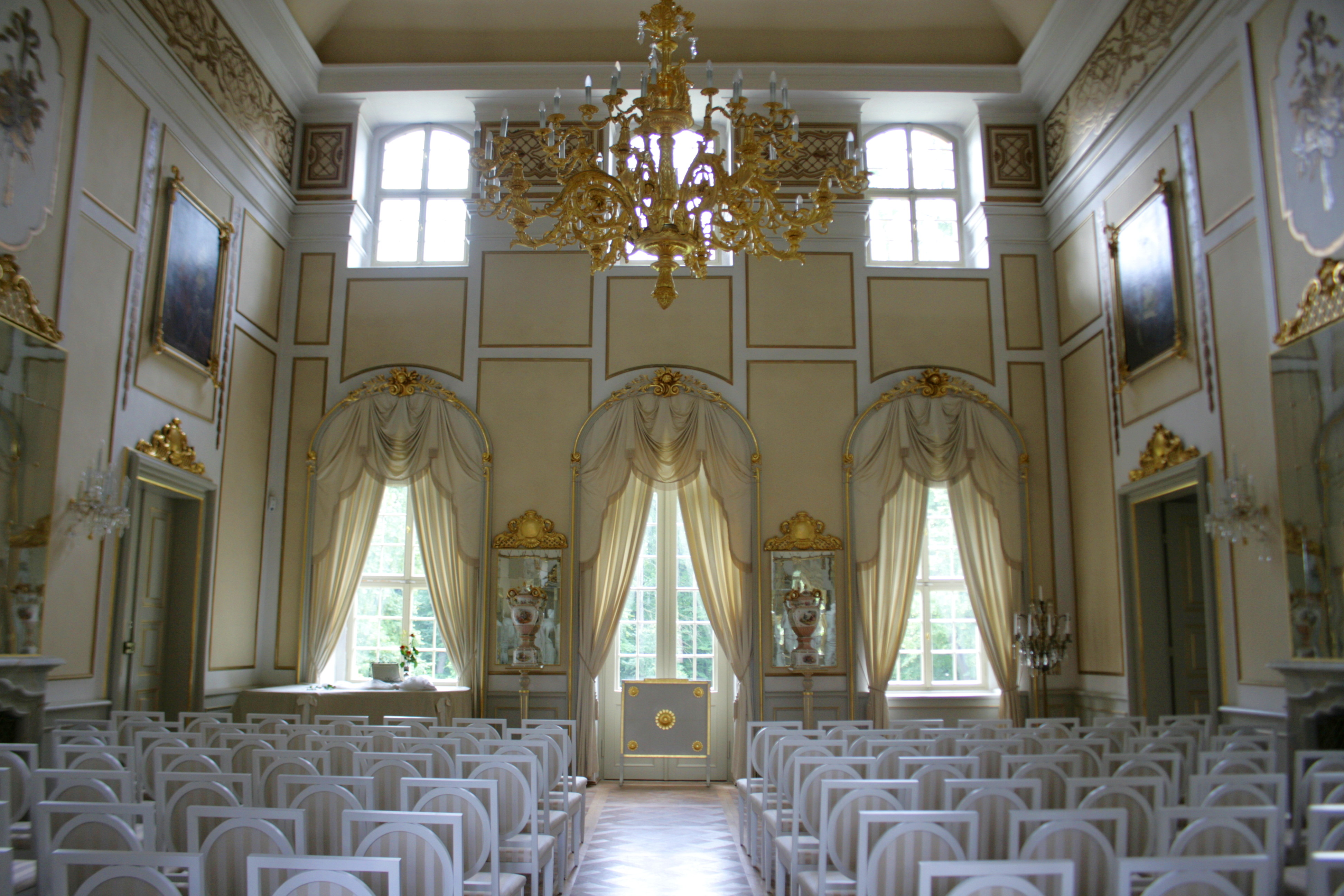
Spiegelsaal
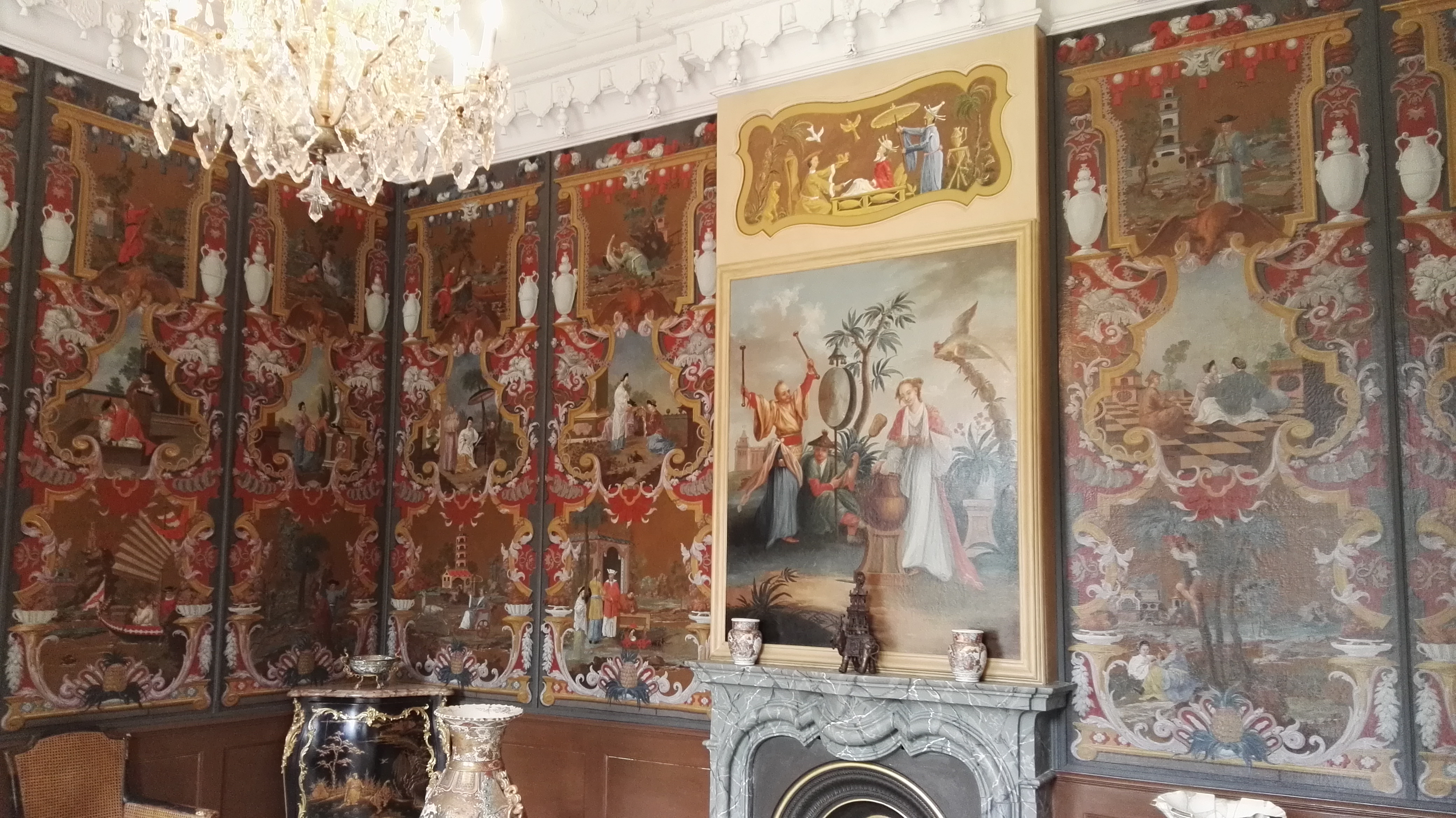
Chinesisches Zimmer
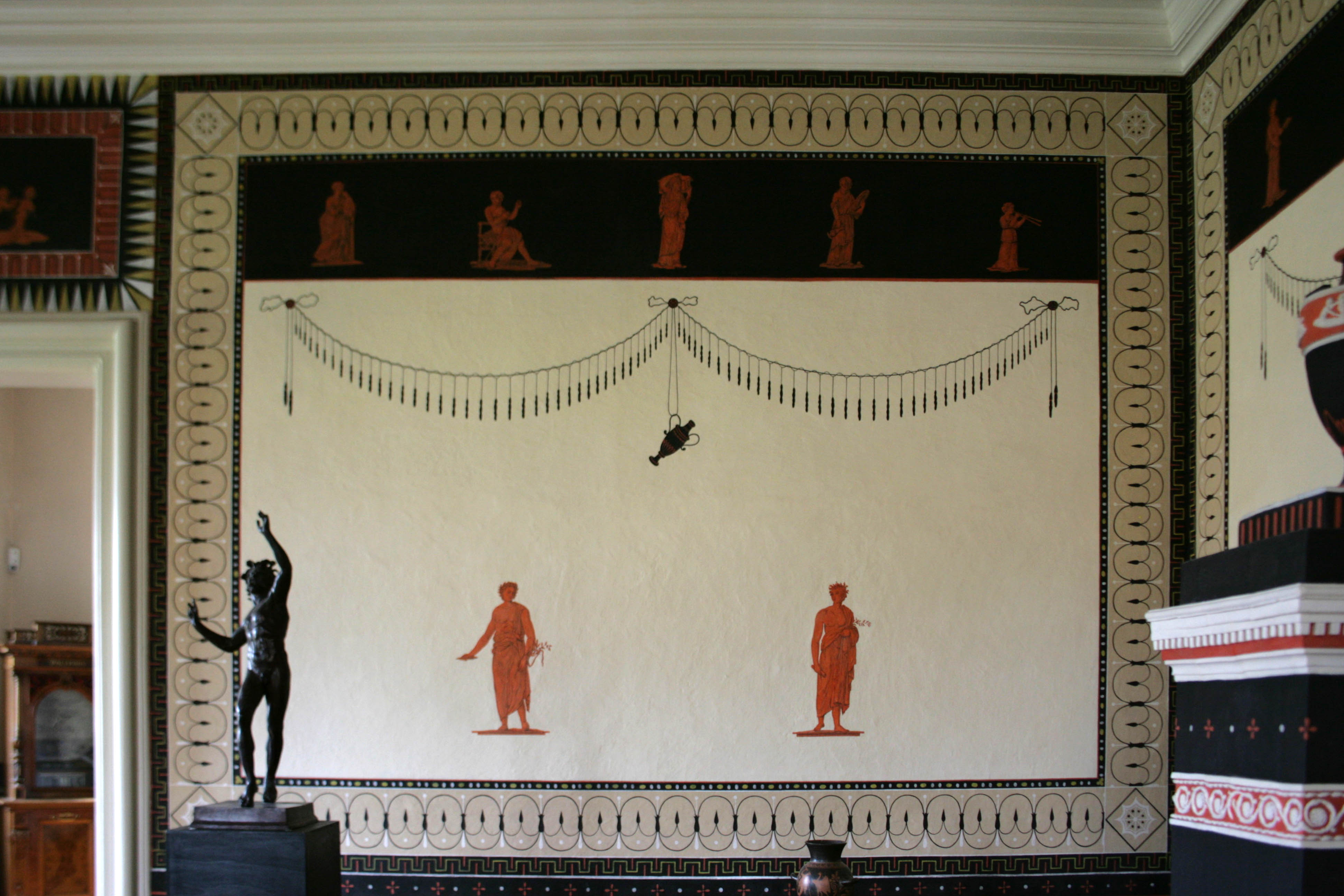
Pompejanisches Zimmer
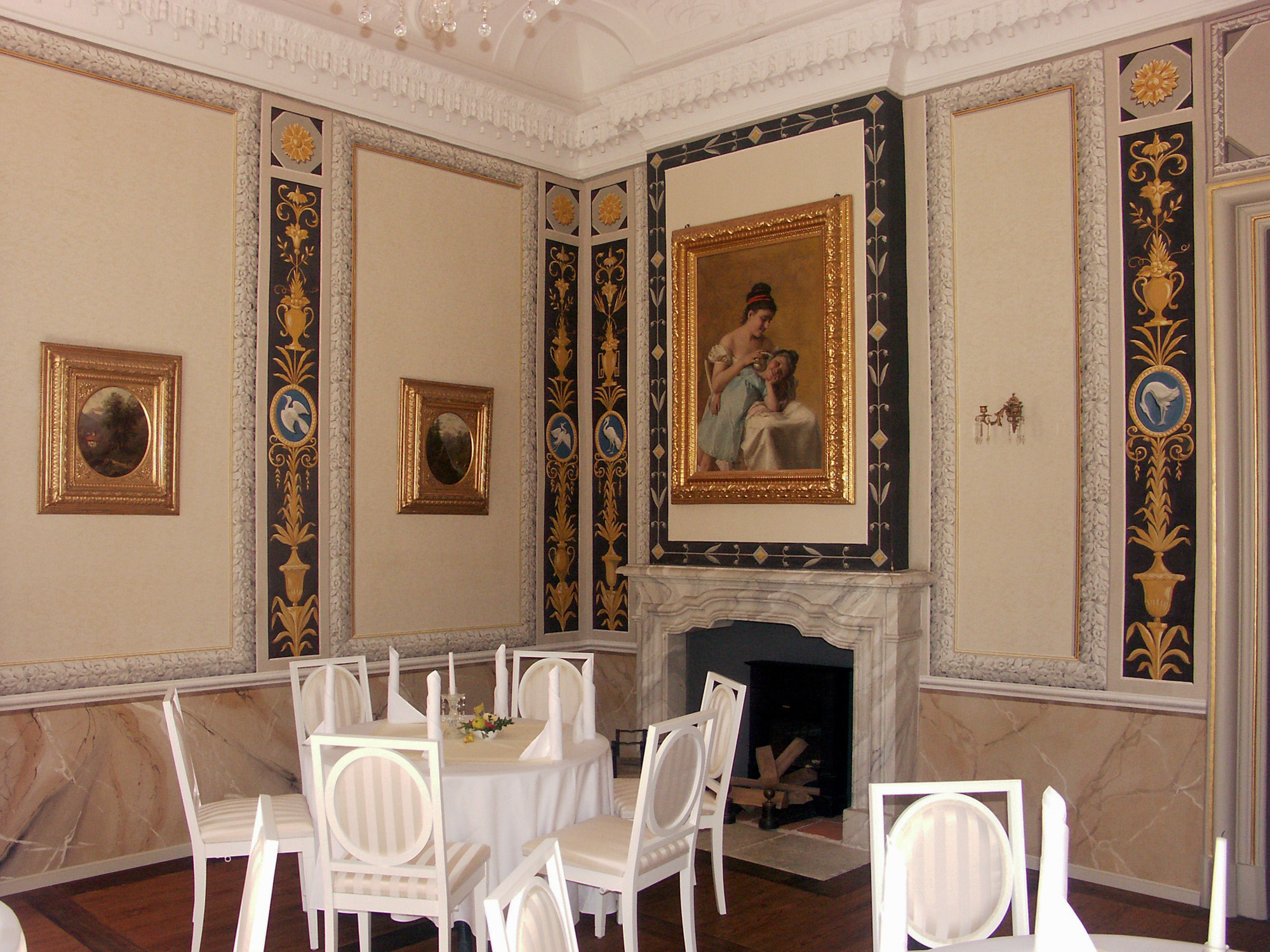
Goldenes Zimmer
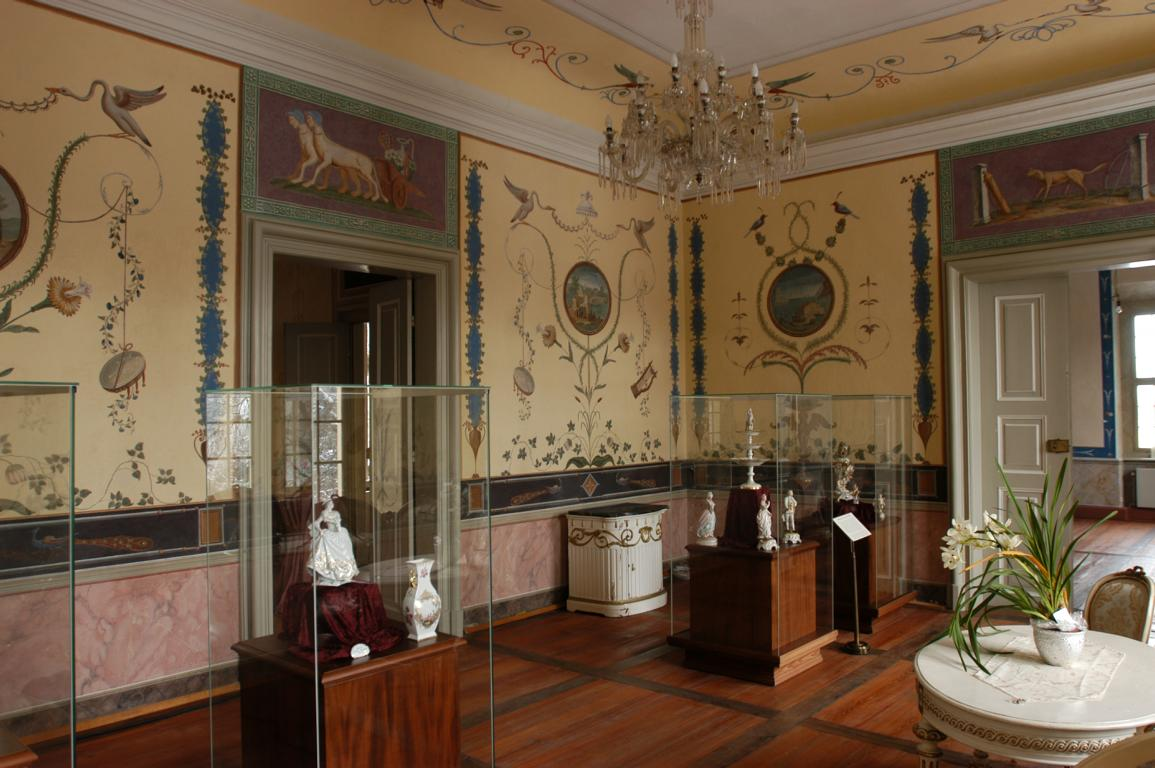
Pfauenzimmer
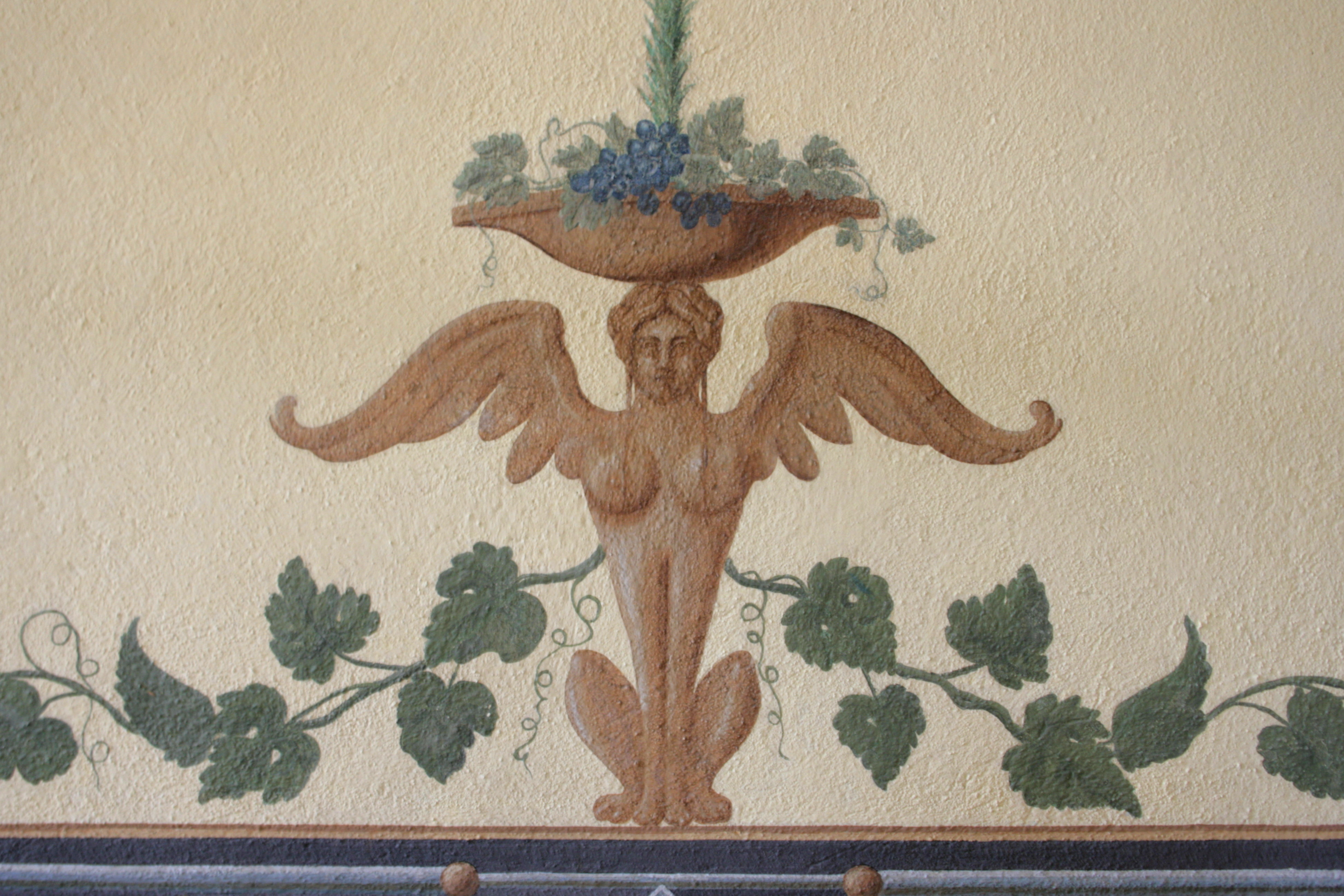
Pfauenzimmer: Wandmotiv
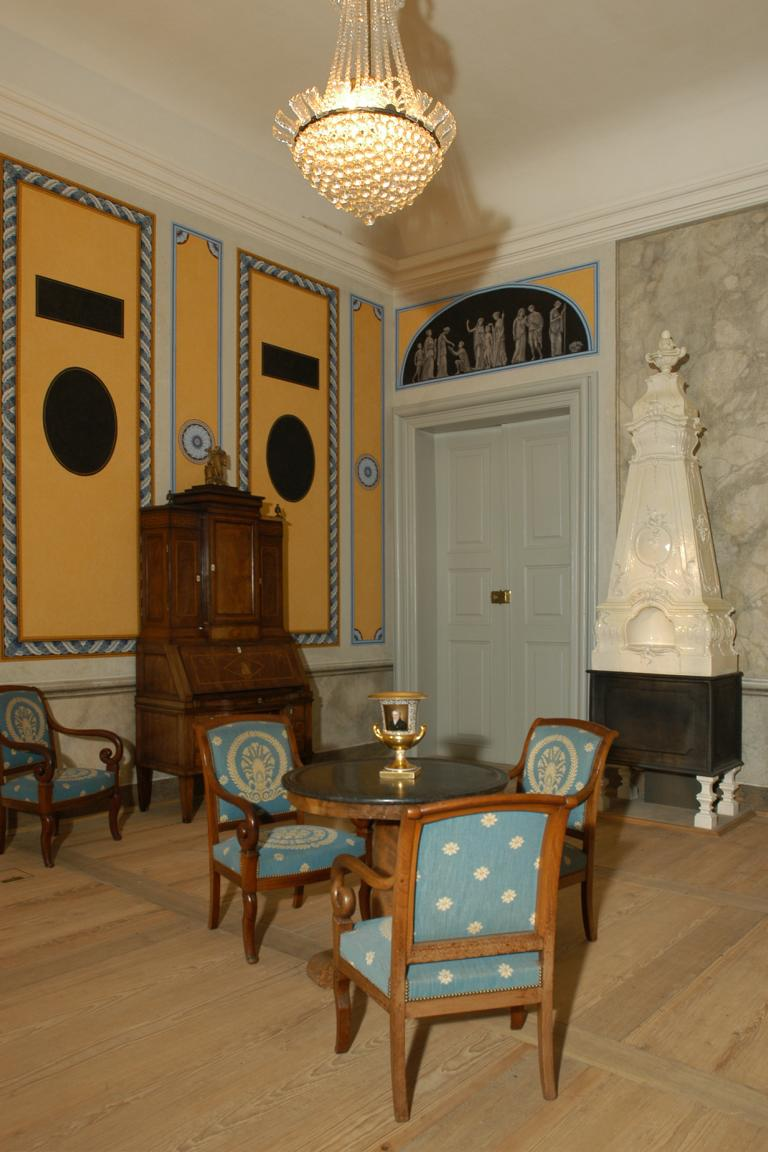
Humboldtzimmer nach Rekonstruktion 2011
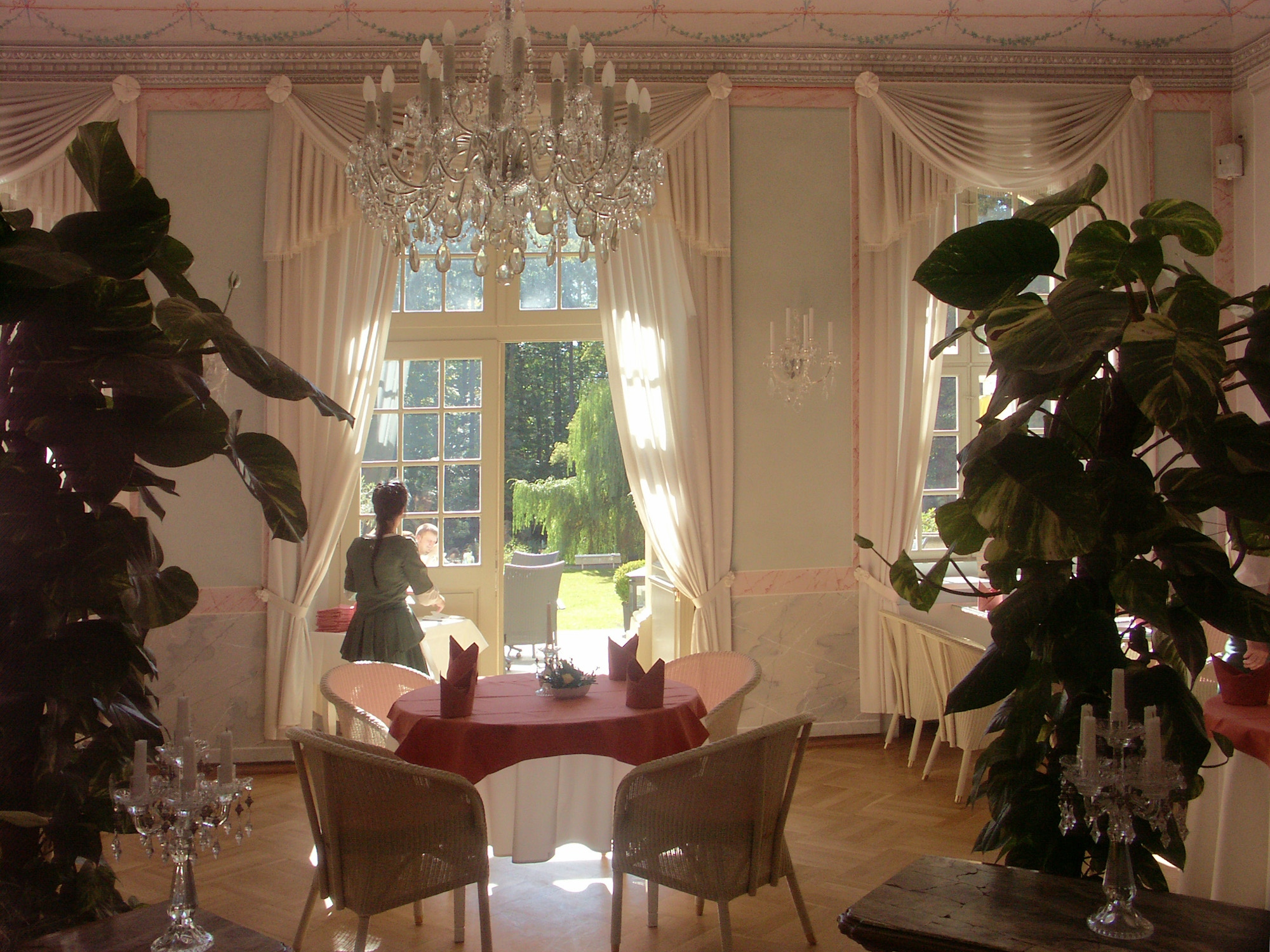
Hier bedient die Kammerzofe